# Blakistonia aurea
Blakistonia aurea là một loài nhện trong họ Idiopidae.
Loài này thuộc chi Blakistonia. Blakistonia aurea được Henry Roughton Hogg miêu tả năm 1902.